# Chironomus punctatus
Chironomus punctatus är en tvåvingeart som först beskrevs av Fabricius 1805.  Chironomus punctatus ingår i släktet Chironomus och familjen fjädermyggor.
Artens utbredningsområde är Danmark. Inga underarter finns listade i Catalogue of Life.